# Sønderborg Amt

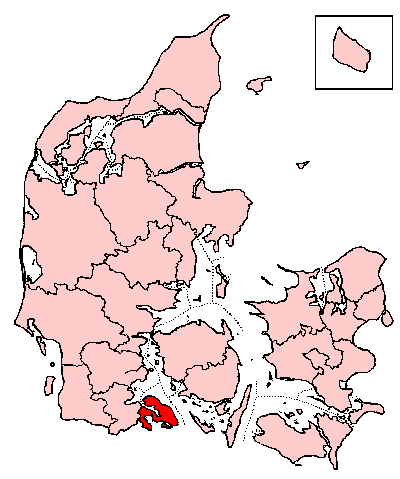
Sønderborg Amt

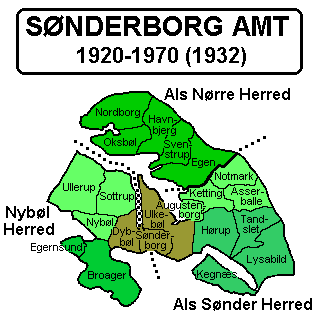
Sønderborg Amt met herreder en parochies

Sønderborg Amt was tussen 1920 en 1932 een van de amten van Denemarken. Het amt was genoemd naar zijn hoofdplaats, de stad Sønderborg. In 1932 werd het samengevoegd met Aabenraa Amt, maar behield wel een eigen bestuur. In 1970 ging het op in de nieuwe provincie Zuid-Jutland.

## Geschiedenis
Sønderborg was, net als Tønder, Haderslev en Aabenraa, oorspronkelijk een amt in het hertogdom Sleeswijk. Na de oorlog van 1864 werd Sleeswijk eerst Oostenrijks, maar uiteindelijk in 1866 Pruissisch. 
De geschiedenis van Sønderborg is vrij gecompliceerd. Naast Sønderborg kende het hertogdom ook een Nordborg Amt, dat onder meer het eiland Ærø omvatte, en oorspronkelijk ook Als Nørre Herred op het eiland Als. Binnen het gebied van beide amten lagen echter meerdere koninklijke gebieden, vergelijkbaar met de koninklijke enclaves die bij Ribe hoorden. Sleeswijk werd meermalen verdeeld tussen erfgenamen hetgeen de verhoudingen niet overzichtelijker maakte. 
Na 1864 bleef Ærø bij Denemarken en werd toegevoegd aan Svendborg Amt. Sønderborg, uitgebreid met Als, werd Duits.
Na de Eerste Wereldoorlog werd alsnog het referendum gehouden dat was voorzien in het Verdrag van Praag. Bij het referendum koos een meerderheid in Noord-Sleeswijk, waaronder Sønderborg, voor aansluiting bij Denemarken.

## Indeling
Bij de oprichting van Sønderborg in 1920 werd het verdeeld in drie herreder:
- Als Nørre Herred
- Als Sønder Herred
- Nybøl Herred

Alle parochies in deze herreder maken sinds 1920 deel uit van het bisdom Haderslev.